# Macrouridae

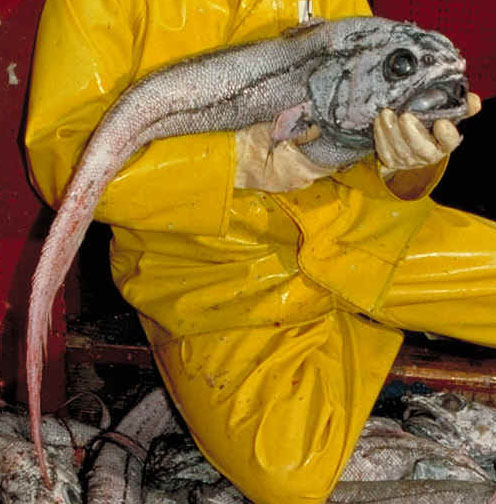
Granadero gigante (Albatrossia pectoralis).

Los macrúridos (Macrouridae) son una familia de peces gadiformes conocidos  vulgarmente como granaderos o colas de rata debido a la desproporcionada longitud y forma de esta comparada con la parte delantera del cuerpo. Se encuentran entre los peces más comunes de las zonas abisales y están presentes en todos los océanos del mundo

## Géneros
Existen cerca de 400 especies agrupadas en los siguientes géneros:
- Subfamilia Bathygadinae
  - Género Bathygadus (Günther, 1878)
  - Género Gadomus (Regan, 1903)

- Subfamilia Macrourinae
  - Género Albatrossia (Jordan y Gilbert en Jordan y Evermann, 1898)
  - Género Asthenomacrurus (Sazonov y Shcherbachev, 1982)
  - Género Caelorinchus (Giorna, 1809)
  - Género Cetonurichthys (Sazonov y Shcherbachev, 1982)
  - Género Cetonurus (Günther, 1887)
  - Género Coryphaenoides (Gunner, 1765)
  - Género Cynomacrurus (Dollo, 1909)
  - Género Echinomacrurus (Roule, 1916)
  - Género Haplomacrourus (Trunov, 1980)
  - Género Hymenocephalus (Giglioli en Giglioli y Issel, 1884)
  - Género Kumba (Marshall, 1973)
  - Género Kuronezumia (Iwamoto, 1974)
  - Género Lepidorhynchus (Richardson, 1846)
  - Género Lucigadus (Gilbert y Hubbs, 1920)
  - Género Macrosmia (Merrett, Sazonov y Shcherbachev, 1983)
  - Género Macrourus (Bloch, 1786)
  - Género Malacocephalus (Günther, 1862)
  - Género Mataeocephalus (Berg, 1898)
  - Género Mesobius (Hubbs y Iwamoto, 1977)
  - Género Nezumia (Jordan en Jordan y Starks, 1904)
  - Género Odontomacrurus (Norman, 1939)
  - Género Paracetonurus (Marshall, 1973)
  - Género Pseudocetonurus (Sazonov y Shcherbachev, 1982)
  - Género Pseudonezumia (Okamura, 1970)
  - Género Sphagemacrurus (Fowler, 1925)
  - Género Trachonurus (Günther, 1887)
  - Género Ventrifossa (Gilbert y Hubbs, 1920 )

- Subfamilia Macrouroidinae
  - Género Macrouroides (Smith y Radcliffe en Radcliffe, 1912)
  - Género Squalogadus (Gilbert y Hubbs, 1916)

- Subfamilia Trachyrincinae
  - Género Idiolophorhynchus (Sazonov, 1981)
  - Género Trachyrincus (Giorna, 1809)